# Ідія
І́дія (грец. Ιδυία, Еιδυία; лат. Eidyia, Idyia; походить від 'eídō -' знання, бачення) — персонаж давньогрецької міфології. У деяких творах її називають «богиня знань». За грецькою міфологією уособлювала владу та володіла надприродною силою як наяда.
Ідія — океаніда, наймолодша дочка Океану і Тетії. 
Мешкала на східному узбережжі Чорного моря у царстві Колхіда. Ідія була другою дружиною колхідського царя Еета, який був сином бога сонця. Виховувала трьох дітей — Апсірта, доньок Медею та Халкіопу..